# Bitwa o Non Mak Mun
Bitwa o Non Mak Mun – starcie zbrojne, które miało miejsce 23 czerwca 1980 w trakcie wojny kambodżańskiej (1975–1995).

## Bitwa
Atak na obóz Non Mak Mun przeprowadziły wojska wietnamskie Armii Ludowej podczas ofensywy przeciwko partyzantom na pograniczu tajlandzkim. W obozie znajdowało się 10 000 cywilów oraz 1800 partyzantów KPNLF (Khmer People's National Liberation Front). Dnia 20 czerwca bataliony wietnamskiej piechoty podeszły pod Phum Yeang Dangkum (8 km od obozu Non Mak Mun). W nocy z 22 na 23 czerwca oddziały te zajęły pozycje położone na północ i zachód od obozu. Rankiem 23 czerwca pozycje partyzantów zostały ostrzelane z dział i broni maszynowej. Następnie oddział 200 Wietnamczyków wdarł się do obozu wypierając partyzantów. W toku walk obóz opuścili także uchodźcy kambodżańscy.
Na wieść o zajęciu obozu w miejsce to skierowano żołnierzy tajlandzkich. Jedna z ciężarówek wojskowych wpadła jednak w zasadzkę i została zniszczona. W tej sytuacji w rejon walk dowództwo tajlandzkie skierowało 2 pułk piechoty oraz czołgi lekkie M-41. Koło południa przy wsparciu artylerii i śmigłowców piechota tajlandzka wyparła ostatecznie Wietnamczyków w kierunku Kambodży. W rezultacie kilkugodzinnych walk zginęło 18 Tajlandczyków, a 5 odniosło rany. Wietnamczycy stracili 30 zabitych i 3 rannych. Następnego dnia Tajlandczycy kontynuowali pościg za przeciwnikiem z użyciem lotnictwa i śmigłowców (jeden samolot i jeden śmigłowiec stracony), wypierając Wietnamczyków z terytorium Tajlandii.